# 新岩槻郵便局
新岩槻郵便局（しんいわつきゆうびんきょく）は、埼玉県さいたま市岩槻区長宮にある一般客向け窓口、ATMを持たないタイプの郵便局（地域区分局）である。

## 概要
住所：〒339-9799　埼玉県さいたま市岩槻区長宮1372-1
郵便番号の上2桁が、33・34の地域を受け持つ地域区分局。ゆうゆう窓口を含め、一切の窓口業務を行わない。
JPエクスプレスのペリカン便を吸収・統合した新生「ゆうパック」専門の仕分け拠点として、統合が実施された2010年（平成22年）7月1日に埼玉県春日部市のJPエクスプレス埼玉ターミナル支店を事実上承継し、郵便事業埼玉ターミナル支店として設置。2011年（平成23年）には、名称はそのままで千葉県野田市に移設。
同時期に新設された郵便事業のターミナル支店が、2012年（平成24年）2月までに全廃されるも当支店のみが存続し、同年5月4日よりさいたま市岩槻区に新築移転し、郵便事業新岩槻支店に改称。その後同年10月1日に郵便事業株式会社と郵便局株式会社の統合により、日本郵便株式会社が発足したことに伴い、新岩槻郵便局となった。

## 沿革
- 2010年（平成22年）7月1日 - 埼玉県春日部市増戸820-1（岩槻ロジスティクスセンター）にて、郵便事業埼玉ターミナル支店として新設。
- 2011年（平成23年）3月20日 - 千葉県野田市泉2丁目1-3（ロジスティクスパーク野田船形）に移転。
- 2012年（平成24年）5月4日 - 埼玉県さいたま市岩槻区長宮1372-1に移転し、郵便事業新岩槻支店に改称[1]。これに伴い、郵便番号が、〒344-8998より、〒339-9799に変更。
- 2012年（平成24年）8月5日 - 郵便事業さいたま新都心支店より通常郵便物の地域区分業務を移管。
- 2012年（平成24年）10月1日 - 日本郵便株式会社の発足に伴い、新岩槻郵便局となる。

## 取扱業務
埼玉ターミナル支店時代は、埼玉県のうち郵便番号の上2桁が33地域の一部、34地域の一部、36地域の一部のゆうパックの地域区分を担当していた。
2012年5月13日からは、それまで新越谷郵便局（旧 新越谷支店）で担当していた、郵便番号上2桁が33・34地域のゆうパックの地域区分を移管。加えて8月5日からはそれまで33・34地域の自支店で行われていた機械集中処理と、岩槻・春日部地域の取集（配達は岩槻郵便局と春日部郵便局）と大口郵便物の引受を担当している。

## 周辺
- 日本郵便輸送 関東支社・岩槻営業所